# PalaCossiga
Il PalaCossiga è un'arena coperta, con una capienza di 1 500 posti a sedere, che si trova a Gela, nel quartiere Marchitello.
Il nome deriva dalla promessa effettuata nel 1991 dal Presidente della Repubblica Francesco Cossiga riguardante la realizzazione in città di una struttura sportiva utile all'impegno dei giovani in attività sane in un periodo difficile per la storia della Sicilia.
Inaugurato il 18 ottobre 2009, il palazzetto ha ospitato le partite casalinghe del Basket School Gela, squadra di pallacanestro maschile che ha militato in serie C nazionale fino al 2014, per ritornarvi nel 2019 a seguito di un ripescaggio. 
Dal 2014, il palazzetto ospita anche le partite casalinghe del Futsal Macchitella, squadra di calcio a 5 maschile che attualmente milita nel campionato regionale di serie C2 girone B. Nello stesso anno vengono inaugurate le tre corsie di atletica.
Nei pressi del PalaCossiga sorge un altro palazzetto dedicato allo sport: il PalaLivatino.